# حاجی‌آباد (کبوترخان)
حاجی‌آباد یک روستا در ایران است که در بخش مرکزی شهرستان رفسنجان واقع شده‌است. حاجی‌آباد ۲۸۰ نفر جمعیت دارد.